# Општина Тупилаци (Њамц)
Тупилаци (рум. Tupilaţi) општина је у Румунији у округу Њамц.
Oпштина се налази на надморској висини од 255 m.